# Hucbaldo

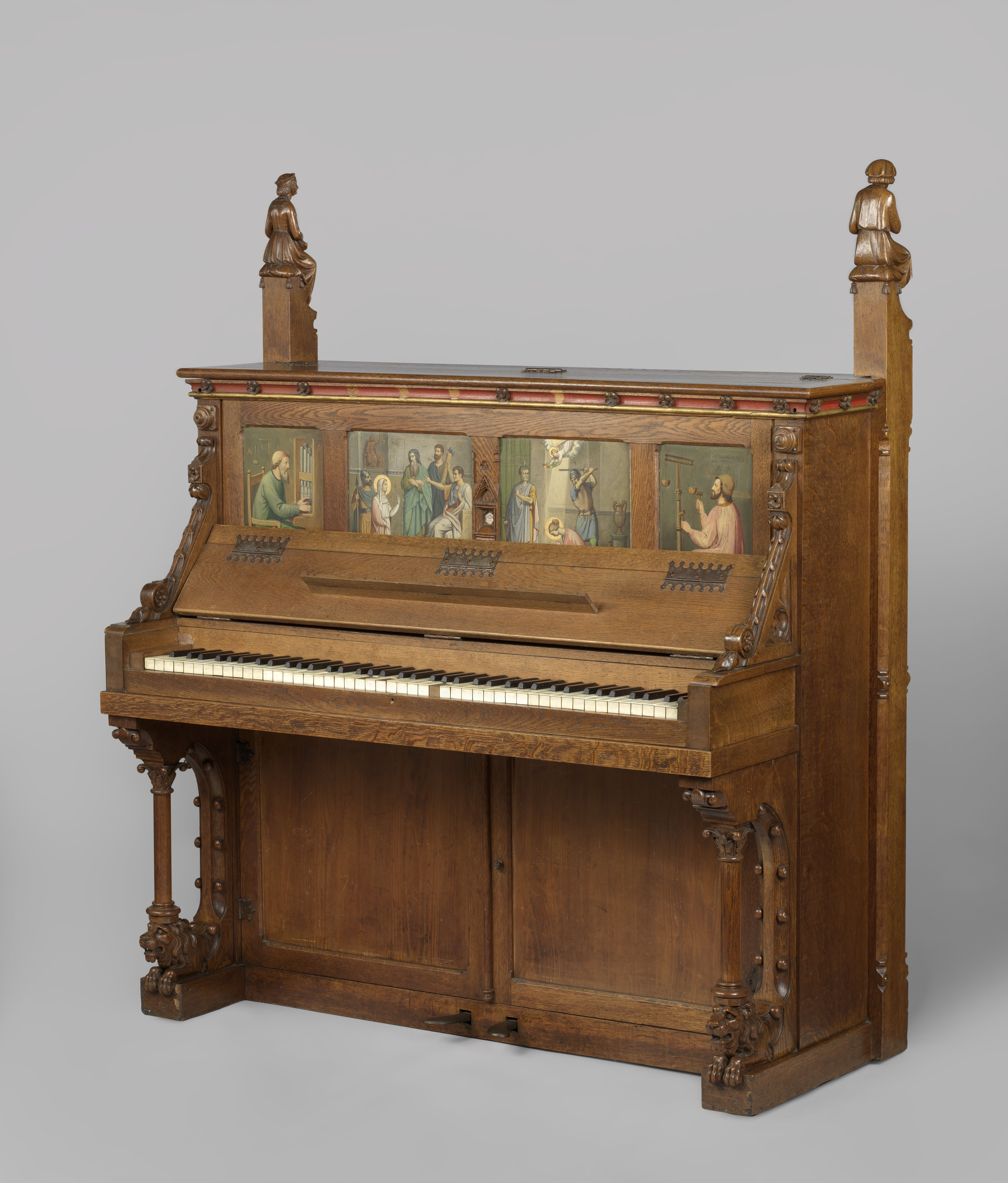
Un piano del que representa a Hucbaldo (a la izquierda) entre otras figuras cristianas y musicales.

Hucbaldo, también conocido como Hucbald de Saint-Amand, Hucbaldus Sancti Amandi o Hucbaldus Elnonensis, (Reino de Francia, c. 840 o c. 850 – Saint-Amand-les-Eaux, 20 de junio de 930) fue un monje benedictino, teórico de la música, compositor, poeta, hagiógrafo, teólogo y profesor francés.

## Vida
Nació en el norte de Francia hacia el año 850, no obstante se desconocen el lugar y la fecha de nacimiento exactos de este personaje. 
Aparte de unas pocas indicaciones incompletas que se encuentran en sus propias obras o en los contemporáneos Annales elnonenses, la mayor parte de lo que se sabe sobre su vida deriva de la Translatio S. Cyrici de Guntherus de Saint-Amand († 1108). Según este documento altamente retórico, Hucbaldo entró como puer oblatus para recibir formación en la abadía de Elnon, más tarde denominada Saint-Amand (San Amando) de Tournay, en honor a su fundador del siglo VII.
Allí se formó con su tío Milo, que era un consumado poeta y el principal maestro de estudios o scholasticus en la diócesis de Doornik. Progresó a gran velocidad en las ciencias del quadrivium, incluida la música práctica. Según un elogioso relato biográfico del siglo XI, a una edad temprana compuso un himno en honor a San Andrés, que tuvo tanto éxito que despertó los celos de su propio tío. Por este motivo se cree que Hucbaldo se vio obligado a abandonar Saint-Amand buscando la protección del obispo de Nevers, donde se convirtió en confidente del obispo.
Entre 860 y 872 residió en el monasterio de San Germán de Auxerre, con cuya escuela monástica tuvo relación. Fue compañero de estudios de futuros maestros como Remigio de Auxerre y Erico de Auxerre, quizá como discípulo del filósofo de la corte Juan Escoto Erígena ("Juan el escocés", en realidad, irlandés), el gran filósofo de la corte de Carlos el Calvo. A la muerte de Milo, en el año 872, Hucbaldo volvió a Saint-Amand como sucesor en la dirección de la escuela del monasterio de su tío, con el que es de suponer que se habría reconciliado. A su vuelta trajo a la abadía las reliquias de San Quirico y Santa Julita.
Ocupó este cargo hasta la invasión normanda de 883, cuando se marchó a la abadía de Saint Bertin (antes Sithiu) en Saint Omer. Allí permaneció hasta el año 893, cuando el arzobispo Fulquerio de Reims le encargó junto con Remigio la recuperación de la catedral y de las escuelas de música destruidas por parte de los normandos, entre ellas las de San Bertín y Reims. Tras el asesinato de Fulquerio en junio de 900, lo más probable es que Hucbaldo volviera a Saint-Amand, donde trabajó en gran parte de su producción. Dos cartas fechadas el 24 de septiembre de 906 confirman su presencia en la abadía, donde permaneció hasta el día de su muerte, el 20 de junio de 930.

## Obra
Si bien es conocido por su faceta de teórico irónicamente por obras que han resultado no ser suyas, fue también escritor (tanto en verso como en prosa) y compositor, cuya reputación ha crecido considerablemente con el progresivo descubrimiento de obras que se le pueden atribuir con certeza. 

### Obras de teoría musical
En el ámbito de la teoría musical Hucbaldo es uno de los principales exponentes de la teoría musical del período carolingio. Fue contemporáneo cercano de Aureliano de Reome (Musica disciplina, c. 840s?), así como de los autores anónimos de Musica enchiriadis y de otros tratados relacionados con los que se asignó su nombre (Commemeratio brevis, Alia musica, De modis), escritos en la misma región a finales del siglo IX.
El tratado Musica enchiriadis, que contiene un sistema completo de ciencia musical así como instrucciones sobre notación, antiguamente se atribuía a Hucbaldo pero esta teoría ya no se acepta en la actualidad. Asimismo se creía que había sido publicado junto con otros escritos de menor importancia en los Scriptores de Musica de Martin Gerbert, pero se ha demostrado que se originó en otro lugar más o menos en la misma época y que fue obra de escritores desconocidos pertenecientes al mismo milieu intelectual.
Hucbaldo propuso trazar líneas para aclarar la escritura musical. Aunque fue el monje Guido D'Arezzo quien realizó la implementación definitiva de las líneas horizontales que fijaron las alturas del sonido y resuelve la notación musical acercándose al actual solfeo. En su obra se observan dos líneas que marcaban una distancia de una quinta (intervalo que comprende cinco notas de la escala), una era la nota fa, la otra la nota do. Para hacerlo más claro les asigna distintos colores: rojo y amarillo.[cita requerida]

#### De harmonica institutione(Musica)

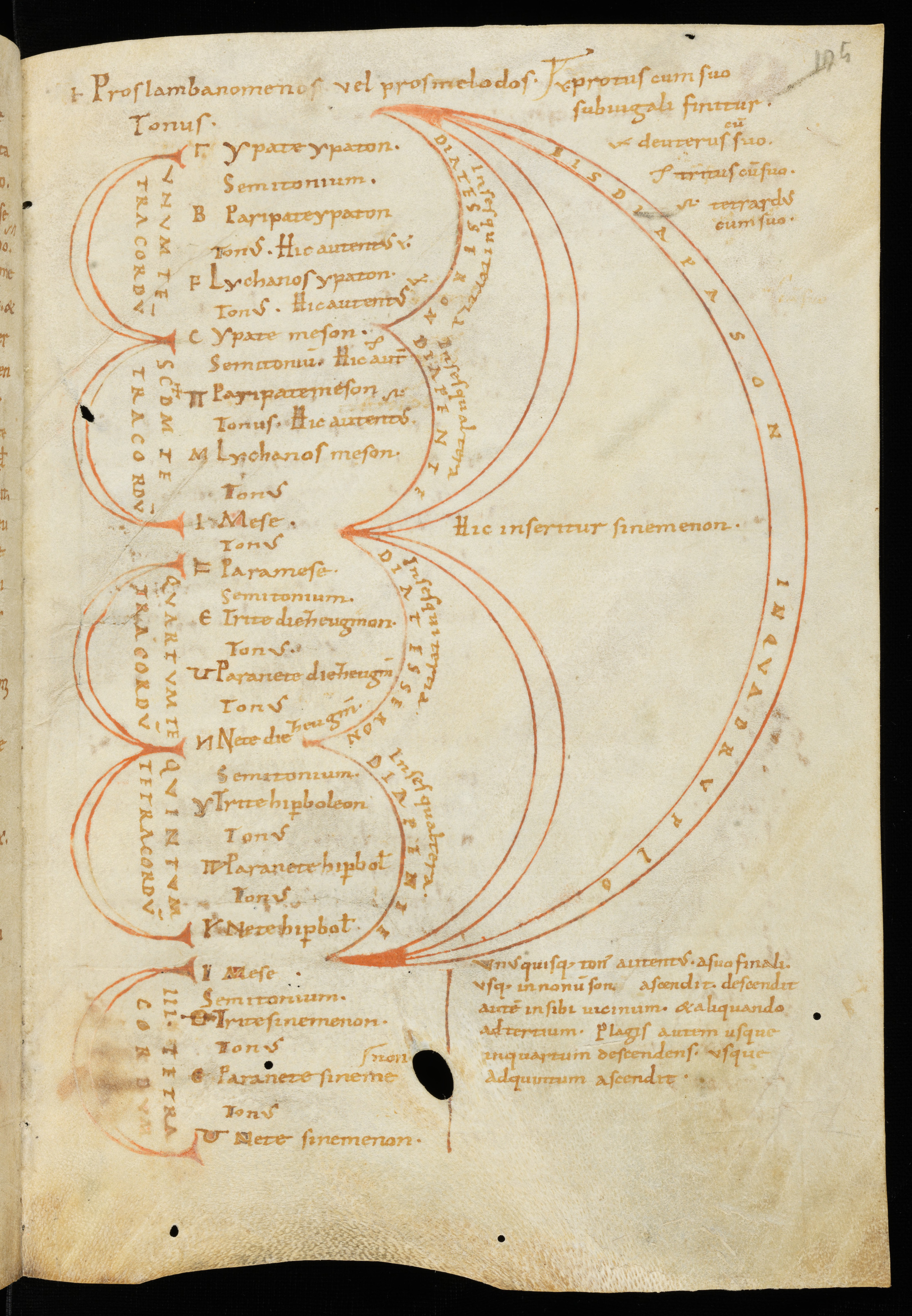
Musica de Hucbaldo, en la página 125 del Codex 169 (468) de la Biblioteca de la Abadía de San Gall.

El tratado De harmonica institutione, posteriormente denominado Musica, escrito hacia el año 880 es uno de los más relevantes de la era carolingia. Se trata de la única obra teórica que puede ser atribuida con seguridad a Hucbaldo. Muestra una considerable influencia de los escritos de Boecio, y por extensión de Ptolomeo. De hecho esta obra trata de conciliar De institutione musica de Boecio y los planteamientos teóricos griegos con el repertorio del canto gregoriano que aún se estaba consolidando.
Yves Chartier fechó la obra a partir de la historia de uno de los manuscritos más antiguos, el de la Biblioteca Universitaria de Cambridge, Gg.V. 35, procedente de la Abadía de san Agustín de Canterbury. Probablemente fue introducido a través del Canal de la Mancha por Grimbald, uno de los monjes de la Abadía de Saint-Bertin que se desplazó atendiendo a la petición del rey Alfredo el Grande al abad Raoul para que enviase algunos maestros a Inglaterra. Grimbald emprendió este viaje hacia el 886, fecha que sirve de terminus ante quem para el tratado de Hucbaldo. Para ser más precisos, se podría pensar en los años 880–885 como los extremos de la composición.
El tratado se articula mediante argumentos que siguen una secuencia lógica, no ajena a los métodos explicativos utilizados por Hucbaldo en su experiencia como profesor. La referencia a un repertorio de cantos común y el uso de diagramas ilustrativos facilitan la memorización de los conceptos. El manual está destinado a un uso concreto, como indica al comienzo de la introducción, en la que el autor comenta lo siguiente:

«Ad musicae initiamenta quemlibet ingredi cupientem; qui aliquam scilicet interim cantilenarum percipere intellegentiam querit, qualitatem sive positionem quarumcumque vocum diligenter advertere oportebit.»

Quien quiera iniciarse en los rudimentos de la música y quiera también adquirir cierta competencia en el canto, debe valorar a conciencia la calidad y la posición de cada nota.

Prosigue con una explicación de los intervalos, la consonancia y la polifonía. Este último concepto es meramente presentado sin profundizar en él, ya que en aquel momento la polifonía era una práctica realizada, pero aún no teorizada, como lo será más adelante en Musica enchiriadis, de principios del 900. El teórico continúa analizando el número de sonidos y su origen. Emplea diversos métodos para indicar las notas: en principio utiliza las letras, inaugurando un sistema que tendrá gran auge en el futuro, después hace referencia a los neumas, y concluye argumentando la necesidad de tener en cuenta ambos sistemas. Finaliza con el análisis de la configuración de las escalas utilizadas en el canto litúrgico, tema al que según el autor va orientada la propia obra.
Ediciones modernas de De harmonica institutione (Musica): 
- Gerbert, Martin (ed.). Scriptores ecclesiastici de musica sacra potissimum. (3 vol.) St. Blaise: Typis San-Blasianis, 1784, vol. 1, pp. 103–125.[7]
- Migne, Jacques-Paul (ed.). Patrologia cursus completus, series latina. (221 vol.) París: Garnier, 1844–1904, vol. 132, pp. 905–929.[8]

### Obras musicales
Unas pocas piezas de música sacra pueden ser atribuidas con cierta seguridad a Hucbaldo y se conocen principalmente a partir de los estudios de Weakland. Algunas se encuentran en el Tropario de Winchester y en el antifonario de Sarum. Hay fuentes literarias que sugieren que escribió muchas otras obras musicales pero en la actualidad se han perdido. Entre sus composiciones destacan las siguientes:
- Pangat simul, una prosa o secuencia en prosa para ser cantada en alabanza a los santos Julita y Quirico. El texto ha sido hábilmente extraído de la Passio SS. Cyrici et Iulittae del propio Hucbaldo. Pertenece a un grupo especial de una docena de secuencias "da capo", llamadas así porque repiten el mismo fragmento melódico para diferentes versos en la mitad de la pieza. La melodía es similar a la de la secuencia "Frigdola" encontrada en el norte de Francia a finales del siglo IX y ha servido de modelo para la secuencia de la festividad de los Santos Inocentes, Pura Deum laudat innocentia, en los troparios de Winchester y Cerne.

- Quem vere pia laus, el tropo del Gloria más antiguo del que se ha identificado al autor, transmitido por numerosos testimonios. Probablemente para Pascua, está basado en la melodía del Gloria A posiblemente de origen galicano, modelo del actual Gloria I (LU, 16-18): conservado en al menos 16 manuscritos. Consta de 10 hexámetros dactílicos, que concluyen con un largo melisma sobre la prósula Regnum, tuum solidum permanebit in aeternum (también similar al Gloria A), que se encuentra con frecuencia en el norte de Francia a partir del año 850. Ha servido como vox principalis y vox organalis para uno de los organa del Tropario de Winchester (GB-Ccc 473, f.63v-4 y 141v-2) compuesto por Wulfstan, precentor de Winchester Old Minster, a finales del siglo X.

- In plateis ponebantur infirmi o Historia sancti Petri, un oficio o historia en verso para la fiesta de San Pedro el 22 de febrero, fiesta de la catedral de Antioquía, probablemente compuesto durante el paso del compositor por Reims. Su rasgo principal es la disposición de sus 9 antífonas en orden secuencial de los modos (antífonas 1-8: modos 1-8; antífona 9: modo 1), una práctica que también se encuentra en el Oficio de la Trinidad compuesto por Esteban, obispo de Lieja y amigo de Hucbaldo.

- O quam venerandus es egregie confessor Christi y Exultet Domino mente serena, dos himnos escritos para los canónigos de Mont d'Or, cerca de Reims. Estos fueron insertados en un oficio para el patrón del monasterio, San Thierry, el 11 de diciembre, pero no se puede constatar que fuera compuesto por Hucbaldo todo el oficio. Se ha conservado en 3 manuscritos, de los que solo uno de ellos sólo está anotado (F-DOU 295, f.58v-64; siglo XII).

Guntherus también atribuyó a este autor otras composiciones, en concreto antífonas para San Andrés y un oficio para Santa Cilinia, madre de San Remigio de Reims, pero estas obras aún no han sido identificadas.
- "Carmina clarisonae calvis cantate Camenae", una canción en 146 hexámetros en la cual el comienzo de cada verso empieza con la letra C, inicial de Carolus Calvus en honor a Carlos el Calvo.[cita requerida]

### Obras literarias

#### Poemas
- Ecloga de calvis

#### Hagiografía: vidas de santos
- Passio SS. Cyrici et Iulittae martyrum, martirio de los santos Quirico y Julita.
- Passio Sancti Cassiani, martirio de San Casiano.
- Vita Sanctae Aldegundis Virginis, vida de Santa Aldegonde de Maubeuge.
- Vita Sancti Amati longior, vida de San Amando.
- Vita Sancti Lebuini Presbyteri et Confessoris, vida de San Lebwin o Leboin, evangelizador de los sajones, más allá del IJssel.
- Vita Sanctae Rictrudis Batissae Marcianensis, vida de Santa Rictrudis de Marchiennes.
- Vita e Inventio Sancti Ionati , vida de San Jonás, primer abad de la Abadía de Marchiennes.

#### Comentarios y glosas
Los comentarios y glosas interlineales y marginales anotados en algunos de los manuscritos pertenecientes al catálogo de Saint-Amand se le atribuyen a Hucbaldo. Según varios estudiosos, son incluso autógrafos, aunque se trata de material inédito. Parte de los textos que se le atribuyen, según la investigación de Yves Chartier, son el comentario a la Regla de san Benito, las glosas a los libros I y II del Periphyseon de Juan Escoto Erígena, así como a obras de Virgilio y de Calcidio. A estos, Corinna Bottiglieri ha añadido las glosas a las obras naturalistas y de cálculo en el Ms. Valenciennes, B.M. 174.